# پیمان راروتونگا
پیمان راروتونگا نام معمول پیمان منطقهٔ عاری از سلاح هسته‌ای اقیانوس آرام جنوبی است. این پیمان هر گونه استفاده، آزمایش و در اختیار داشتن جنگ‌افزار هسته‌ای را در محدودهٔ کشورهای اقیانوس آرام منع می‌کند.
این پیمان در شهر راروتونگا پایتخت کشور جزایر کوک در ۶ آگوست ۱۹۸۵ به امضای ۱۳ کشور منطقه رسید و پس از آنکه در ۱۹۸۶، ۸ عضو این پیمان، آن را در داخل کشور خود تصویب کردند به اجرا در آمد. تا به امروز تمام کشورهای امضاکننده، پیمان راروتونگا را تصویب کرده‌اند.
ایالات فدرال میکرونزی، جزایر مارشال و پالائو عضو این پیمان نیستند. اما تمایل خود را برای عضویت اعلام کرده‌اند که باید در آینده دربارهٔ آن‌ها تصمیم گرفته شود.

## پروتکل‌های الزام‌آور برای دیگر کشورها

کشورهای امضا و تصویب‌کنندهٔ پیمان رارتونگا

۳ پروتکل برای این پیمان وجود دارند که توسط ۵ کشور دارندهٔ سلاح هسته‌ای امضا شده‌اند. به غیر از پروتکل ۱ برای چین و روسیه که هیچ قلمرو در منطقه ندارند. این ۳ پروتکل شامل موارد زیر هستند:
۱. هر گونه ساخت، برپایی یا آزمایش از سوی کشورهای دارندهٔ سلاح هسته‌ای در قلمروهای آن‌ها ممنوع است.
۲. استفاده از سلاح هسته‌ای از سوی اعضا علیه دیگر اعضا یا اعضا علیه قلمروهای مشمول پروتکل ۱ ممنوع است.
۳. آزمایش سلاح هسته‌ای در تمام منطقه اقیانوس آرام ممنوع است.
در ۱۹۹۶ فرانسه و بریتانیا هر ۳ پروتکل را امضا و تصویب کردند. آمریکا هر ۳ پروتکل را در همان سال امضا کرد. ولی تاکنون آن را در داخل کشور خود تصویب نکرده‌است. چین پروتکل‌های ۲ و ۳ را در ۱۹۸۷ امضا و تصویب کرد. در ۱۹۸۸ روسیه پروتکل‌های ۲ و ۳ را با حفظ حقوق، امضا و تصویب کرد.

## دامنهٔ کاربرد

نقشهٔ آب‌های آزاد به رنگ آبی تیره

مفاد مختلف پیمان، کاربردهای متفاوتی در مورد منطقه، سرزمین‌های تابعه یا کل جهان دارند.
نواحی که شامل «منطقهٔ عاری از سلاح هسته‌ای اقیانوس آرام» می‌شوند عبارتند از:
- جنوب خط استوا
- بالاتر از مدار ۶۰ درجه جنوبی (زیرا پایین‌تر از آن در محدودهٔ سیستم پیمان جنوبگان قرار می‌گیرد)
- شرق نصف‌النهار ۱۱۵ درجه شرقی
- غرب نصف‌النهار ۱۱۵ درجه غربی (محدودهٔ غربی پیمان تلاتلولکو)

به همراه ۳ منطقه در شمال خط استوا شامل پاپوآ گینه نو، نائورو و کیریباتی و آب‌های اطراف آن‌ها، به غیر از آب‌های شمال غرب استرالیا و نزدیک اندونزی (منطقهٔ کشورهای عضو پیمان بانکوک)
بسیاری از جزیره‌های اقیانوس هند متعلق به استرالیا هستند. بنابراین این پیمان در آن مکان‌ها نیز اجرا می‌شوند.
منظور از از «قلمرو» یعنی آب‌های داخلی، آب‌های سرزمینی، آب‌های مجمع‌الجزایری، بستر دریا، خاک زیر آن، خاک خود سرزمین و مرز هوایی بالای آن است. بنابراین شامل آب‌های آزاد نمی‌شود. مادهٔ ۲ پیمان عنوان می‌کند که: بر اساس حقوق بین‌الملل با توجه به اصل آزادی دریاها، هیچ چیز در این پیمان پیش‌داوری نخواهد شد یا الزامات حقوقی یا اجرای آن را در مورد هیچ کشوری تحت تأثیر قرار نمی‌دهد.
این پیمان، توافقی میان دولت-ملت‌ها است و در مورد کشورهایی که آن را امضا نکرده‌اند کاربرد ندارد. مانند چهار کشوری که عضو پیمان‌نامه منع گسترش سلاح‌های هسته‌ای نیستند و همگی جنگ‌افزار هسته‌ای دارند.

## کشورها و قلمروهای عضو پیمان
- تنها کشوری که در شمال خط استوا عضو این پیمان است کیریباتی است.
- به غیر از کیریباتی، ایالات فدرال میکرونزی در بیرون از منطقه است.
- به غیر از اندونزی که عضو پیمان بانکوک است ملانزی جزء مناطق عضو این است.
- به غیر از جزیره ایستر که عضو پیمان تلاتلولکو است پلی‌نزی جزء مناطق عضو این پیمان است.[۴]

| کشور          | تاریخ امضا      | تاریخ اجرا      |
| استرالیا      | ۶ سپتامبر ۱۹۸۵  | ۱۱ دسامبر ۱۹۸۶  |
| جزایر کوک     | ۶ سپتامبر ۱۹۸۵  | ۲۸ اکتبر ۱۹۸۵   |
| فیجی          | ۶ سپتامبر ۱۹۸۵  | ۴ اکتبر ۱۹۸۵    |
| کیریباتی      | ۶ سپتامبر ۱۹۸۵  | ۲۸ اکتبر ۱۹۸۵   |
| نائورو        | ۱۷ ژوئیه ۱۹۸۶   | ۱۳ مه ۱۹۸۷      |
| نیوزیلند      | ۶ سپتامبر ۱۹۸۵  | ۱۳ نوامبر ۱۹۸۶  |
| نیووی         | ۶ سپتامبر ۱۹۸۵  | ۱۲ مه ۱۹۸۶      |
| پاپوآ گینهٔ نو | ۱۶ سپتامبر ۱۹۸۵ | ۱۵ سپتامبر ۱۹۸۹ |
| ساموآ         | ۶ سپتامبر ۱۹۸۵  | ۲۰ اکتبر ۱۹۸۶   |
| جزایر سلیمان  | ۲۹ مه ۱۹۸۷      | ۲۷ ژانویه ۱۹۸۹  |
| تونگا         | ۲ ژوئیه ۱۹۹۶    | ۱۸ دسامبر ۲۰۰۰  |
| تووالو        | ۶ سپتامبر ۱۹۸۵  | ۱۶ ژانویه ۱۹۸۶  |
| وانواتو       | ۱۶ سپتامبر ۱۹۹۵ | ۹ فوریه ۱۹۹۶    |

| قلمرو                      | کشور                |
| جزیره کریسمس               | استرالیا            |
| جزایر کوکوس                | استرالیا            |
| جزیره هرد و جزایر مک‌دونالد | استرالیا            |
| جزیره نورفک                | استرالیا            |
| توکلائو                    | نیوزیلند            |
| پلی‌نزی فرانسه              | فرانسه              |
| کالدونیای جدید             | فرانسه              |
| والیس و فوتونا             | فرانسه              |
| جزایر پیت‌کرن               | بریتانیای کبیر      |
| ساموای آمریکا              | ایالات متحده آمریکا |